# Lista najwyższych budynków w Szczecinie
Wieżowce w Szczecinie – w marcu 2021 roku najwyższym wieżowcem w Szczecinie została Hanza Tower.
Przed II wojną światową został w Szczecinie wybudowany 64-metrowy (18-piętrowy) elewator zbożowy Ewa. Pierwszym szczecińskim wysokościowcem jest zbudowany w roku 1980 wieżowiec należący dawniej do Telewizji Polskiej. Kolejną konstrukcją jest postawiony dwanaście lat później Pazim. W roku 2009 została zakończona budowa 18-piętrowego apartamentowca Widok. W październiku 2020 roku zakończona została budowa Hanza Tower.

## Najwyższe budynki
| Miejsce | Nazwa                                                                      | Zdjęcie | Adres                      | Wysokość całkowita (m) | Liczba pięter | Ukończenie budowy | Źródło      |
| ------- | -------------------------------------------------------------------------- | ------- | -------------------------- | ---------------------- | ------------- | ----------------- | ----------- |
| 1       | Bazylika archikatedralna św. Jakuba w Szczecinie                           |         | Ulica Świętego Jakuba 1    | 110,1 m                | –             | –                 | [ 1 ]       |
| 2       | Hanza Tower                                                                |         | Aleja Wyzwolenia 50        | 104 m                  | 27            | 2021              | [ 2 ] [ 3 ] |
| 3       | Pazim                                                                      |         | Plac Rodła 9               | 83 m                   | 22            | 1992              | [ 4 ]       |
| 4       | Kościół Niepokalanego Poczęcia Najświętszej Maryi Panny w Szczecinie-Dąbiu |         | Plac Kościelny 1           | 75,6 m                 | –             | –                 | [ 5 ]       |
| 5       | Sky Garden                                                                 |         | Ulica Niedziałkowskiego 24 | 65 m                   | 17            | 1980, 2022        | [ 6 ]       |
| 6       | Widok                                                                      |         | Ulica Bandurskiego 95–96   | 55 m                   | 18            | 2009              |             |